# Maria Euthymia Üffing
Maria Euthymia Üffing, al secolo Emma Üffing (Halverde, 8 aprile 1914 – Münster, 9 settembre 1955), è stata una religiosa tedesca della congregazione delle clementine, proclamata beata da papa Giovanni Paolo II il 7 ottobre 2001.

## Biografia
Emma Üffing, affetta sin dall'infanzia da una forma di rachitismo, nel 1931 entrò come apprendista nell'ospedale di Hopsten, dove conobbe le suore clementine di Münster.
Nel 1934, dopo la morte del padre, chiese di essere ammessa nella congregazione delle clementine e, nonostante la sua salute cagionevole, la sua domanda fu accettata. Prese il nome religioso di Maria Eutimia in onore della superiora della comunità ospedaliera di Hopsten, madre Eutimia Linnenkämper.
Prestò servizio presso l'ospedale di Dinslaken, dove si prese cura dei malati del reparto in isolamento, e durante il secondo conflitto mondiale, assicurò l'assistenza infermieristica ai prigionieri di guerra.
Ammalatasi di cancro, morì in fama di santità nel 1955.

## Culto
Oggetto di devozione popolare fin dalla morte, il 1º settembre 1988 la Santa Sede proclamò l'eroicità delle sue virtù dichiarandola venerabile. Fu beatificata da papa Giovanni Paolo II in piazza San Pietro a Roma il 7 ottobre 2001.
La sua memoria ricorre il 9 settembre.